# Spoorlijn Nérac - Mont-de-Marsan
De spoorlijn Nérac - Mont-de-Marsan was een Franse spoorlijn van Nérac naar Mont-de-Marsan. De lijn was 93,9 km lang en heeft als lijnnummer 644 000.

## Geschiedenis
De lijn werd in gedeeltes geopend door de Compagnie des Chemins de fer du Midi, van Nérac naar Mézin op 23 juni 1890 en van Mézin naar Mont-de-Marsan op 12 december 1897.
Op 2 oktober 1938 werd het personenvervoer opgeheven. Het goederenvervoer werd stapsgewijs opgeheven, tussen Sos en Saint-Pé-Saint-Simon op 18 mei 1952, tussen Saint-Pé-Saint-Simon en Gabarret op 1 augustus 1960, tussen Mézin en Sos en tussen Gabarret en Mont-de-Marsan op 3 november 1969 en tussen Nérac en Mézin in 2004.

## Aansluitingen
In de volgende plaatsen is of was er een aansluiting op de volgende spoorlijnen:
Nérac
RFN 643 000, spoorlijn tussen Port-Sainte-Marie en Riscle
Gabarret
RFN 641 000, spoorlijn tussen Langon en Gabarret
Mont-de-Marsan
RFN 642 000, spoorlijn tussen Marmande en Mont-de-Marsan
RFN 652 000, spoorlijn tussen Morcenx en Bagnères-de-Bigorre
RFN 654 000, spoorlijn tussen Dax en Mont-de-Marsan
lijn tussen Luxey en Mont-de-Marsan